# Nematolebias
Genre
Espèces de rang inférieur
- Nematolebias catimbau
- Nematolebias papilliferus
- Nematolebias whitei (type)

Nematolebias est un genre de poissons de la famille des Rivulidae et de l'ordre des Cyprinodontiformes. Les espèces sont natives d'Amérique du Sud.